# Sumpsköldpaddor
Sumpsköldpaddor, vattensköldpaddor, eller kärrsköldpaddor (Emydidae) är en familj i ordningen sköldpaddor. Det finns omkring 30 arter i två underfamiljer, Deirochelyinae och Emydinae. Tidigare räknades även djurgruppen Geoemydidae till familjen som numera utgör en egen familj.
Minst är Muhlenbergs bäcksköldpadda (Glyptemys muhlenbergii) med en sköld som är 8 till 11 cm lång. Stora arter som Pseudemys concinna har en 35 till 40 cm lång sköld men de är medelstor när alla sköldpaddor betraktas. Ofta är hanarna betydlig mindre än honorna. Skillnaden är påfallande i släktena sågryggar (Graptemys) och Pseudemys.

## Utbredning
Dessa djur förekommer huvudsakligen i Nord-, Central- och Sydamerika. Enda undantaget är kärrsköldpaddan (Emys orbicularis) som lever i södra och mellersta Europa, i norra Afrika, i Turkiet och i Iran. I mellersta Europa finns bara restbestånd.

## Levnadssätt
De flesta kärrsköldpaddor lever huvudsakligen i vattnet. Enskilda arter som diamantsköldpaddan förekommer väsentlig i bräckt vatten och andra som dossköldpaddor på land. De flesta vuxna kärrsköldpaddor är allätare men arter av släktet Pseudemys äter främst växter. Däremot har ungdjur oftast vattenlevande smådjur som föda. Honan lägger under våren 2 till 10 ägg som kläcks efter 60 till 80 dagar. Hos släktena Pseudemys och Trachemys förekommer ibland större kullar. Hos målad guldsköldpadda (Chrysemys picta) stannar ungarna ofta i gömstället fram till nästa vår.

## Systematik
- Emydinae
  - Emydoidea blandingii
  - Kärrsköldpadda (Emys orbicularis)
  - Droppsköldpadda (Clemmys guttata)
  - Glyptemys
  - dossköldpaddor (Terrapene)
- Deirochelyinae
  - Chrysemys
  - Deirochelys reticularia
  - Graptemys
  - Malaclemys terrapin
  - Pseudemys
  - Trachemys
- oklar systematik
  - Actinemys marmorata